# 聖克拉拉島

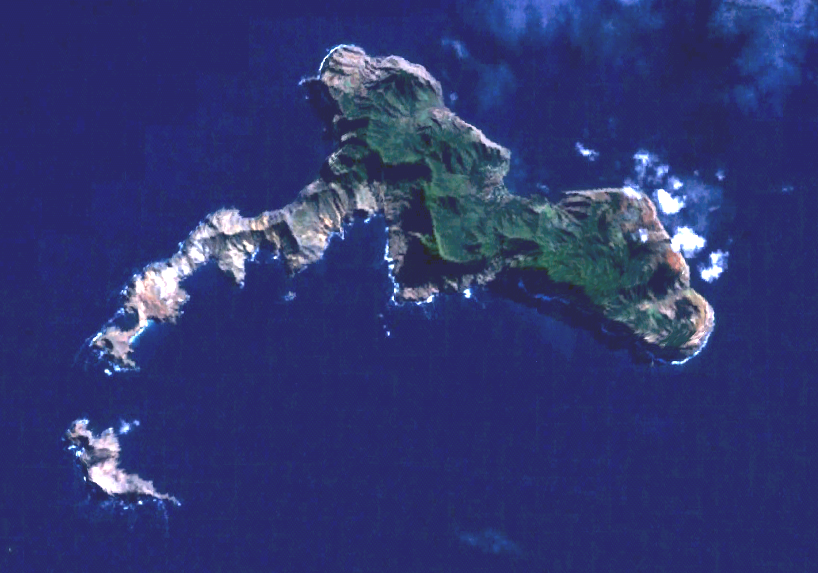

聖克拉拉島（西班牙語：Isla Santa Clara）是智利的火山島，位於魯賓遜克魯索島西南1.5公里的太平洋海域，由瓦爾帕萊索大區負責管轄，屬於胡安·費爾南德斯群島的一部分，長1公里、寬0.6公里，面積2.2平方公里，最高點海拔高度375米，島上無人居住。
33°42′07″S 79°00′05″W / 33.70194°S 79.00139°W